# Drittwirkung
En derecho constitucional, Drittwirkung (del alemán, “efecto de terceros”), es un concepto legal desarrollado originalmente en los tribunales alemanes. Permite a un demandante individual fundamentar su pretensión en una declaración de derechos nacional para demandar a otro individuo o al gobierno por la violación de dichos derechos.
Fue desarrollado originalmente en la década de 1950, pero ha ganado fuerza en varios sistemas legales europeos, así como en la jurisprudencia del Tribunal Europeo de Derechos Humanos, en el caso X e Y contra los Países Bajos.
El corolario del concepto en el contexto del Tribunal Europeo y del Convenio de Derechos Humanos es que un gobierno puede ser considerado responsable por no impedir, mediante métodos judiciales o de aplicación de la ley, la violación de los derechos humanos de una persona por parte de otra persona o de un particular, actor no estatal.
Drittwirkung se subdivide en Drittwirkung mittelbare y unmittelbare. "Lo primero significa que los valores y principios que rodean los derechos fundamentales constitucionales deben ser considerados por los tribunales cuando deciden casos de derecho privado. Lo segundo significa que los propios derechos pueden ser aplicados directamente contra personas privadas por los tribunales." 
Aún cuando tiene potencial jurídico, este concepto no parece haber sido usado en la jurisprudencia de México o España.